# Оријак Лагаст
Оријак Лагаст (фр. Auriac-Lagast) насеље је и општина у јужној Француској у региону Миди Пирене, у департману Аверон која припада префектури Родез.
По подацима из 2011. године у општини је живело 233 становника, а густина насељености је износила 7,57 становника/km². Општина се простире на површини од 30,76 km². Налази се на средњој надморској висини од 680 метара (максималној 930 m, а минималној 574 m).

## Демографија
| 1962. | 1968. | 1975. | 1982. | 1990. | 1999. | 2011. |
| ----- | ----- | ----- | ----- | ----- | ----- | ----- |
| 524   | 524   | 425   | 385   | 315   | 280   | 233   |

График промене броја становника у току последњих година